# Spartaeus platnicki
Spartaeus platnicki är en spindelart som beskrevs av Song D., Chen, Gong L. 1991. Spartaeus platnicki ingår i släktet Spartaeus och familjen hoppspindlar. Inga underarter finns listade i Catalogue of Life.